# Dara Bubamara
Dara Bubamara (serbisch-kyrillisch Дара Бубамара, bürgerlich Radojka Adžić bzw. Радојка Аџић; * 21. Mai 1976 in Novi Sad, SFR Jugoslawien) ist eine serbische Turbo-Folk-Sängerin.

## Leben und Karriere
Ihre ersten öffentlichen Auftritte hatte sie mit 11 Jahren. Mit 14 Jahren trat sie in die Dara Bubamara Show Band ein, von der sie ihren Künstlernamen übernahm.
Bisher sind von ihr dreizehn Alben erschienen, das letzte im Jahr 2017.
Anfang Januar 2009 kam ihr Sohn zur Welt. Bubamara lebt in Novi Sad.

## Diskografie

### Alben
- 1990: Vodi Me Kroz Život (als „Radojka Adžić“)
- 1993: Košava sa Dunava (als Mitglied in der Dara Bubamara Show Band)
- 1995: Dosada
- 1996: Ja neću da ga vidim
- 1997: Dunav
- 1999: Nisu to kiše
- 2001: Dvojnica
- 2003: Polje jagoda
- 2005: Bez Milosti
- 2007: Dodirni Me
- 2010: Sangrija
- 2013: 2013
- 2017: Biografija

### Kompilationen
- 1999: The Best Of

### EPs
- 2007: Dara Bubamara

### Singles (Auswahl)
| - 1996: Ja neću da ga vidim - 1999: Opa Opa (Original: Antique – Opa Opa) - 2003: Vero, Nevero - 2007: Zidovi - 2007: Dobro Jutro Nikome - 2007: Dodirni Me - 2007: Pali Mali - 2011: Galama - 2011: Noc za nas (mit Cvija) - 2013: Pogledom te skidam (mit Bojan Bjelic) - 2014: Uvek Kad Popijem (mit DJ Shone & MC Yankoo) - 2014: Kraj I tačka | - 2014: Karera - 2014: Opasan - 2015: Volim sve što vole mladi - 2015: Neću Kući - 2017: Lepotica I Zver - 2017: Extravagantno - 2018: Amnezija - 2018: All Inclusive - 2020: Nemoj Mnogo Da Me Volis (mit Slobodan Radanović) - 2021: Bebe Ko Te J... - 2022: Zore Pijane |